# Списак краљева Спарте
Спарта је била важан грчки полис на Пелопонезу, који је у односу на друге грчке градове-државе био специфичан и по томе што је задржао монархијско државно уређење и након архајског периода. Био је специфичан и по томе што су тим полисом владала два краља истовремено, који су потицали из две различите династичке лозе. Према античкој традицији, ове две династије, Агијади и Еурипонтиди, потицале су од близанаца Еуристена и Прокла, који су били потомци Херакла, који је, према миту, освојио Пелопонез и Спарту две генерације након завршетка тројанскога рата. Премда постоје и спискови наводних спартанских краљева и из ранијег периода, нема никаквих доказа да су било какви краљеви постојали пре половине 6. века п. н. е.

## Агијадска династија
- Еуристен ? - око 930. п. н. е.
- Агис I око 930 - око 900. п. н. е.
- Ехестрат око 900 - око 870. п. н. е.
- Леобат око 870 - око 840. п. н. е.
- Дорис око 840 - око 820. п. н. е.
- Агесилај I око 820 - око 790. п. н. е.
- Архелај око 790 - око 760. п. н. е.
- Телекло око 760 - око 740. п. н. е.
- Алкмен око 740 - око 700. п. н. е.
- Полидор око 700 - око 665. п. н. е.
- Еурикрат око 665 - око 640. п. н. е.
- Анаксандар око 640 - око 615. п. н. е.
- Еурикратид око 615 - око 590. п. н. е.
- Леон око 590 - 560. п. н. е.
- Анаксандрид II око 560 - око 520. п. н. е.
- Клеомен I око 520 - око 490. п. н. е..
- Леонида I око 490 - 480. п. н. е..
- Плеистарх 480 - око 459. п. н. е.
- Плеистоанакт око 459 - 409. п. н. е.
- Паусанија 409 - 395. п. н. е.
- Агесипол I 395 - 380. п. н. е..
- Клеомброт I 380 - 371. п. н. е..
- Агесипол II 371 - 370. п. н. е..
- Клеомен II 370 - 309. п. н. е..
- Ареј I 309 - 265. п. н. е.
- Акротат 265 - 262. п. н. е..
- Ареј II 262 - 254. п. н. е.
- Леонида II 254 - 235. п. н. е..
- Клеомен III 235 - 222. п. н. е..

## Еурипонтидска династија
- Прокле - око 930. п. н. е.
- Соос ? - око 890. п. н. е.
- Еурипонт око 890 - око 860. п. н. е.
- Пританид око 860 - око 830. п. н. е.
- Полидект око 830 - око 800. п. н. е.
- Еуном око 800 - око 780. п. н. е.
- Харилај око 780 - око 750. п. н. е.
- Никандар око 750 - око 720. п. н. е.
- Теопомп око 720 - око 675. п. н. е.
- Анаксандрид I око 675 - око 645. п. н. е.
- Зеуксидам око 645 - око 625. п. н. е.
- Анаксидам око 625 - око 600. п. н. е.
- Архидам I око 600 - око 575. п. н. е.
- Агасикле око 575 - око 550. п. н. е.
- Аристон око 550 - око 515. п. н. е.
- Демарат око 515 - око 491. п. н. е..
- Леотихида око 491 - 469. п. н. е..
- Архидам II 469 - 427. п. н. е..
- Агис II 427 - 401/400. п. н. е..
- Агесилај II 401/400 - 360. п. н. е..
- Архидам III 360 - 338. п. н. е..
- Агис III 338 - 331. п. н. е..
- Еудамид I 331 - око 305. п. н. е..
- Архидам IV око 305 - око 275. п. н. е..
- Еудамид II око 275 - око 245. п. н. е..
- Агис IV око 245 - 241. п. н. е..
- Еудамид III 241 - 228. п. н. е..
- Архидам V 228 - 227. п. н. е..
- Еуклид 227 - 221. п. н. е. (Еуклид је заправо био Агијад – његов брат Клеомен III свргао је с власти свог колегу у власти који је био из династије Аурипонтида и властитога брата поставио за савладара)

## Након Селасије
Након што су македонски краљ Антигон III Досон и Ахајски савез поразили Клеомена III у бици код Селасије, отпочео је слом спартанског државног и друштвеног уређења. Од 221. п. н. е. до 219. п. н. е. Спарта је била република.
- Агесипол III (Агијад) 219 - 215. п. н. е. - последњи агијадски краљ Спарте.
- Ликург (Еурипонтид) 219 - 210. п. н. е.
- Маханида (тиранин) 210 - 207. п. н. е.
- Пелоп (Еурипонтид) 210 - 206. п. н. е. - последњи краљ који је припадао једној од две традиционалне династије, Маханидин супарник.
- Набис (узурпатор) 206 - 192. п. н. е.

Ахајски савез анектирао је Спарту 192. п. н. е..